# IntEnz
El IntEnz (del inglés Integrated relational Enzyme database) es una base de datos de libre acceso que reúne información sobre enzimas. 
Fue creado y mantenido por el EBI (European Bioinformatics Institute), parte del EMBL (European Molecular Biology Laboratory), instituto de investigación académica con sede en el Wellcome Trust Genome Campus, en Hinxton, cerca de Cambridge, Reino Unido, con la colaboración del Swiss Institute of Bioinformatics (SIB).
Utiliza el sistema de nomenclatura de enzimas desarrollado por el International Union of Biochemistry and Molecular Biology (Unión Internacional de Bioquímica y Biología Molecular).